# Itome
Itome ou Ithomi (em grego: Ιθώμη) é uma unidade municipal (dimotiki enotita) do município (demos) de Messene, que por sua vez integra a unidade regional (perifereiaki enotita) de Messênia, na  região (perifereia) do Peloponeso, uma das 13 regiões em que a Grécia foi dividida após a Reforma Kallicratis, que vigora desde 1º de janeiro de 2011.
Antes de 2011 vigorava a mesma hierarquia, segundo a Lei 2539 de 1997 (Reforma Kapodistrias), exceto que Messinia era um nomos (departamento), e  Ithomi era um demos (município), com sede em Valyra. As unidades de nível hierárquico mais baixo são as mesmas em ambos os sistemas, porém, onde antes de 2010 havia Divisões Locais, passaram a existir Comunidades Locais.
O nome de Itome deriva do monte homônimo.